# 射水市フットボールセンター
射水市フットボールセンター（いみずしフットボールセンター）は、富山県射水市にある、サッカー場を中心とした複合スポーツ施設。愛称はオリバーがネーミングライツ等に関する協定を締結した経緯から、オリバースポーツフィールド射水（オリバースポーツフィールドいみず）となっている。

## 概要
2021年度に着工し、2022年4月29日にオープンした。開業前の同年3月23日には、オリバーがネーミングライツ等に関する協定を締結した。
富山県内では唯一の日本サッカー協会公認の人工芝フィールド2面と、屋根付きフットサル場を有する。この他、ローカル5GのAI自動撮影カメラシステム（射水ケーブルネットワークと連携）や、クラブハウスも備えられている。
2024年1月1日発生の能登半島地震では、隆起や液状化等が発生する被害が出た。同年1月18日以降、屋根付きフットサル場、北側駐車場、クラブハウスが営業を再開している。

## 諸元
出典→
- 敷地面積 - 32,172.6 m2
- 人工芝フィールド（マリンフィールド、ブリッジフィールド） - 人工芝フィールド2面（105 m×68 m、少年サッカー（4面）およびラグビー（2面）に対応）、夜間照明設備あり。
- 屋根付きフットサル場 - 鉄骨造平屋建て、延床面積約1,125 m2、人工芝1面（フットサルコート）、夜間照明設備あり。
- クラブハウス - 鉄骨造平屋建て、延床面積約580 m2、観覧デッキ（階段状の観戦スペースや2階観覧デッキなどを備えている）、ロビー、ロッカールーム8室、シャワー室、トイレ等を完備。
- エントランス広場
- 駐車場 - 173台（小型165台、大型8台、臨時駐車場有）
- 総工事費 - 約15億5700万円

### 事業主体等
- 事業主体 - 射水市
- 設計監理 - 日本海コンサルタント
- 整備工事 - 佐藤工業・牧田組・四方組JV
- 電気設備工事 - 開進堂・小杉光電社JV
- 機械設備工事 - 北野テック・ばんどー工業JV
- 造成工事 - 分家工業
- 外構工事 - 北海建設